# Sagenaster evermanni
Sagenaster evermanni is een zeester uit de familie Zoroasteridae.
De wetenschappelijke naam van de soort werd in 1905 gepubliceerd door Walter Kenrick Fisher.